# ایرنه دالبی
ایرنه دالبی (به انگلیسی: Irene Dalby) (زادهٔ ۳۱ مهٔ ۱۹۷۱) شناگر اهل نروژ است.